# هوبير ديفيس
هوبير ديفيس (بالإنجليزية: Hubert Davis)‏ هو رسام أمريكي، ولد في 1902، وتوفي في 1981.